# مثلث کار آشپزخانه

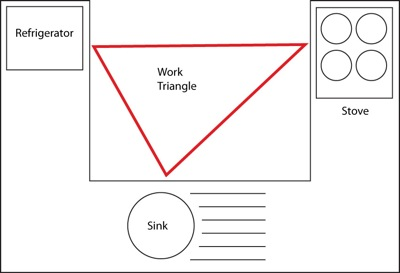
طرح آرمانی مثلث آشپزخانه ضلع چپ یخچال و فریزر، ضلع راست اجاق گاز، و پایین سینک ظرفشویی

مثلث کار به مثلثی فرضی در آشپزخانه گفته می‌شود که رئوس آن را یخچال، اجاق گاز و سینک ظرفشویی تشکیل می‌دهند. از آنجا که در آشپزخانه سه فعالیت اصلی نگهداری مواد غذایی، شستشو و پخت‌وپز وجود دارد، مثلث کار اصلی‌ترین مسیر تردد در یک آشپزخانه‌است. سایر مسیرهای تردد باید به گونه‌ای باشند که با مثلث کار تداخل ننمایند. در هنگام طراحی مثلث کار در آشپزخانه باید توجه نمود که فاصله مناسبی میان اجاق گاز و دو راس دیگر مثلث وجود داشته باشد تا از تأثیر گرمایی بر عملکرد یخچال و همچنین لکه‌های چربی‌حاصل از پخت‌وپز بر ظروف شسته شده جلوگیری شود.

## تاریخچه
کار بر روی بهینه‌سازی چیدمان آشپزخانه در دهه ۱۹۲۰ توسط لیلیان مولر گیلبرت، روان‌شناس و مهندس صنعتی، با مشارکت شرکت گاز بروکلین بورو آغاز شد. گیلبرت از چیدمان L شکل به عنوان «مسیریابی دایره ای» یاد کرد که بعدها به عنوان مثلث کار آشپزخانه نام گرفت. یک مدل خاص در دهه ۱۹۴۰ برای پرداختن به کارایی فضای آشپزخانه بین مراکز اصلی کار ایجاد شد: پخت و پز (محدوده)، آماده‌سازی (سینک / ماشین ظرفشویی) و ذخیره‌سازی مواد غذایی (یخچال). این طراحی برای به حداکثر رساندن کارایی یک آشپزخانه با یک آشپزی که از اصول تیلوریستی که با مطالعات حرکت زمان در اوایل قرن گذشته سرچشمه می‌گرفت، طراحی شد. دانشکده معماری دانشگاه ایلینویز مثلث کاری را برای تأکید بر کاهش هزینه با استانداردسازی ساخت و ساز توسعه داد.